# La mesura humana
"La mesura humana" (títol original en anglès "The Measure of a Man") és el novè episodi de la segona temporada de la sèrie de televisió de ciència-ficció estatunidenca Star Trek: La nova generació, i el 35è de tota la sèrie, que es va emetre originalment el 13 de febrer de 1989, en redifusió als Estats Units. Va ser escrit com un guió especulatiu per l'antiga advocada i novel·lista de Star Trek (sèrie original) Melinda M. Snodgrass. Va ser dirigit per Robert Scheerer.
Ambientada al segle XXIV, la sèrie segueix les aventures de la tripulació de la nau de la Flota Estel·lar de la Federació Enterprise-D. En aquest episodi, En aquest episodi, els drets de l'oficial androide comandant Data (Brent Spiner) estan amenaçats per un científic que vol desmantellar-lo per produir-ne rèpliques. El capità Jean-Luc Picard (Patrick Stewart) lluita en un tribunal de la Flota Estel·lar pel dret a l'autodeterminació de Data, per no ser declarat mera propietat de la Flota Estel·lar, mentre que el comandant William T. Riker (Jonathan Frakes) està obligat a discutir en nom del científic.
El guió va ser acceptat a causa de l'impacte de la vaga del Sindicat de Guionistes d'Amèrica de 1988, i va provocar que Snodgrass fos reclutada com a escriptora i editora de guions. Ella romandria a la plantilla fins al final de la tercera temporada. S'ha vist que "La mesura humana" destaca els temes de l'esclavitud i els drets de la intel·ligència artificial. Es van parlar temes similars en un episodi posterior, "Descendència". "La mesura humana" va rebre una puntuació de Nielsen de l'11,3 per cent a la primera emissió. Va ser rebut positivament pel repartiment i la tripulació a causa del tema i ha estat considerat per la crítica com el primer gran episodi de La nova generació. També s'ha inclòs en llistes dels millors i més innovadors episodis de la sèrie. El 2012 es va publicar un tall ampliat, amb 12 minuts addicionals de metratge.

## Argument
Mentre lEnterprise visita base estel·lar 173 per al manteniment rutinari, el comandant cibernetista  Bruce Maddox (Brian Brophy) puja a bord per fer una visita al tinent comandant  Data (Brent Spiner), ja que vol entendre millor el cervell positrònic de Data. Ràpidament es fa evident que Maddox té un motiu ocult per transferir el contingut de la memòria de Data a l'ordinador central de la base estel·lar i apagar-lo i desmuntar-lo per aprendre a recrear la tecnologia. Tot i que Maddox promet restaurar Data després de la seva anàlisi i li assegura que els seus records estaran intactes, a Data li preocupa que el procediment sigui més arriscat del que Maddox està dient i argumenta que, tot i que es conservaran els detalls reals dels seus records, és possible que els matisos de les seves experiències no ho siguin. Data es nega, fet que fa que Maddox es torni a la Flota Estel·lar per ordenar-li que compleixi. El capità Jean-Luc Picard (Patrick Stewart) dóna suport a la posició de Data i s'avisa que l'única manera que Data pot evadir l'ordre és renunciar a la Flota Estel·lar, cosa que fa Data. Maddox argumenta que Data és propietat de la Flota Estel·lar, no un ésser sensible i, com a tal, no té dret a optar per dimitir.
Picard ha de tractar amb la Jutgessa Advocada General que presideix el sector, la capità Philippa Louvois (Amanda McBroom), que va ser un antic interès amorós fins que va processar agressivament Picard en un tribunal marcial que va implicar les seves accions a l' USS Stargazer. Quan Louvois es posa a favor de Maddox, Picard demana una audiència formal per impugnar la decisió. Louvois accepta i permet a Picard representar Data durant el procediment. A causa de l'escassetat de personal legal qualificat, Louvois obliga el comandant William T. Riker (Jonathan Frakes) a representar Maddox. Els arguments de Riker mostren Data com una mera màquina construïda per l'home i no més que la suma de les seves parts. En una demostració final sorprenent, Riker activa l' "interruptor d'apagat" de Data, fent que l'androide s'apagui. Picard demana un recés, durant el qual es troba a Ten Forward amb Guinan (Whoopi Goldberg), qui suggereix que, independentment de si Data és una màquina o no, els plans de Maddox per reproduir-lo portarien a una situació equivalent a l'esclavitud. Picard utilitza això per desactivar els arguments de Riker i converteix la discussió en qüestions metafísiques de la sensibilitat de Data, utilitzant Data i Maddox com a testimonis. Picard assenyala que Data compleix dos dels tres criteris que Maddox utilitza per definir la vida sensible. Data és intel·ligent i conscient de si mateix i Picard demana a qualsevol persona del tribunal que mostri un mitjà per mesurar la consciència.
Sense que ningú pugui hi respondre, Louvois reconeix que ni ella ni ningú pot mesurar això a Data i dictamina que ell té dret a escollir. Després de la resolució judicial, Data es nega formalment a sotmetre's al procediment. Després de l'audiència, Data clarament no té cap mala voluntat contra Maddox; Data recorda al científic que el seu treball segueix sent intrigant i s'ofereix a ajudar en més investigacions després que Maddox hagi tingut més temps per estudiar i perfeccionar les seves tècniques. Maddox, per la seva banda, es refereix a Data per primera vegada com "ell" en lloc de "això". Més tard, durant una festa per celebrar la victòria de Data, Data troba en Riker sol en una sala de conferències, avergonyit d'haver hagut de discutir contra el seu amic a l'audiència. Data l'anima dient-li que la seva acció va ser un acte d'autosacrifici que li va donar l'oportunitat de guanyar la seva llibertat, ja que si Riker s'hagués negat a participar, el judici original de Louvois a favor de Maddox hauria estat definitiu. Aleshores, els dos tornen junts feliços a la celebració.

## Repartiment i doblatge al català
La sèrie va ser doblada al català pels estudis Tramontana (primera part) i Soundtrack (segona part) i emesa a TV3 l’any 1991. Els dobladors de l'episodi foren:
| Personatge              | Actor/actriu    | Veu en català            |
| ----------------------- | --------------- | ------------------------ |
| Jean-Luc Picard         | Patrick Stewart | Joan Crosas              |
| William Riker           | Jonathan Frakes | Antoni Forteza           |
| Data                    | Brent Spinner   | Joaquim Sota             |
| Geordi La Forge         | LeVar Burton    | Aleix Estadella          |
| Worf                    | Michael Dorn    | Enric Arquimbau          |
| Katherine Pulaski       | Diana Muldaur   | Núria Cugat              |
| Deanna Troi             | Marina Sirtis   | Victòria Pagès           |
| Wesley Crusher          | Will Wheaton    | Roger Pera               |
| Capità Phillipa Louvois | Amanda McBroom  | Esperança Domènech       |
| Miles O'Brien           | Colm Meaney     | Xavier Fernàndez         |
| Almirall Nakamura       | Clyde Kutsaku   | Carles Canut             |
| Comandant Bruce Maddox  | Brian Brophy    | Jordi Hurtado            |
| Guinan                  | Whoopi Goldberg | Montserrat Garcia Sagués |

## Producció

### Guió
L'episodi va ser el debut televisiu de l'escriptora Melinda M. Snodgrass. Anteriorment havia estat advocada en una pràctica d'advocats, però va deixar el càrrec i un amic li va suggerir que es convertís en escriptora. Va escriure un esbós d'una novel·la Star Trek (sèrie original) per a Pocket Books, que va ser comprada i es va convertir en The Tears of the Singers. També va actuar com a coautora de l'antologia de llibres Wild Cards , al costat de George R.R. Martin. Snodgrass va enviar un guió especulatiu a Paramount Television per "La mesura humana" per a Star Trek: La nova generació. Com a resultat de la vaga del Sindicat de Guionistes dels Estats Units del 1988, l'estudi estava buscant més guions d'aquest tipus i així es va acceptar.
Va dir que, tot i que la majoria dels espectadors van percebre l'episodi com a centrat en Data, Snodgrass va pensar que es centrava en les accions de Picard i es va referir a Data com a catalitzador de la trama. Després del seu treball en aquest episodi, Snodgrass va ser contractada com a escriptora i editora d'històries amb Leonard Mlodinow i Scott Rubenstein. Quan quatre episodis més tard, els altres dos editors van abandonar la sèrie, Snodgrass va acabar sent l'única a la plantilla durant la resta de la temporada. Va ser ascendida a consultora executiva de guió per a tercera temporada, però va deixar la sèrie després del final d'aquella temporada en acabar l'any.
"La mesura humana" inclou diverses referències a esdeveniments d'episodis anteriors, com ara la discussió de la relació de Data amb Tasha Yar, a què es va al·ludir anteriorment a "Moment indefens" i la revelació de l'interruptor de Data a "Datalore". Aquest també és el primer episodi que té una escena del joc de pòker de la tripulació, que va continuar apareixent al llarg de la sèrie i va ser l'escena final del final de la sèrie, "Totes les coses bones...".

### Estrelles convidades
Les estrelles convidades van incloure Brian Brophy, que abans havia aparegut com Traker a la sèrie de televisió de ciència-ficció Max Headroom. El seu personatge, Bruce Maddox, va ser esmentat més tard a l'episodi "Un dia d'en Data" de La nova generació com a continuant correspondència amb Data. Bruce Maddox va aparèixer més tard a Star Trek: Picard interpretat per John Ales. Amanda McBroom va interpretar a la capità Phillipa Louvois i era una fan de Star Trek, coneguda per les seves aparicions al Broadway, diverses sèries de televisió, i per guanyar el Globus d'Or a la millor cançó original el 1980 per "The Rose" de la  pel·lícula del mateix nom. Louvois va aparèixer més tard a la novel·la no canònica Articles of the Federation. Clyde Kusatsu va aparèixer com l'almirall Nakamura i més tard apareixeria a "Fantasmes" i al final de la sèrie La nova generació. Des de llavors, el personatge també ha aparegut en diverses peces de ficció no canònica. Encara que no està acreditada, Denise Crosby fa un cameo com Tasha Yar en una projecció hologràfica.

### Efectes especials i conjunts
L'episodi inclou plans d'efectes especials a l'espai de la nau espacial fictícia i les estacions espacials. La fotografia exterior de la "Base Estel·lar 173" utilitzava un model en miniatura fet anteriorment per a Star Trek: La pel·lícula i reutilitzat a Star Trek 2: La còlera del Khan. El conjunt de la sala de tribunals a bord de l'estació era en realitat una reparació del conjunt del pont de batalla de l'Enterprise D. Aquest conjunt s'utilitzava anteriorment en episodis com "Conspiració" i es va utilitzar en diversos episodis de la sèrie.

## Temes i influència
S'ha posat "La mesura humana" com a exemple de la complexitat i la profunditat de Star Trek. S'ha vist que el tema va des dels drets de les formes de vida artificials fins a l'esclavitud.Arran de les discussions sobre els dilemes ètics i morals dels científics informàtics, l'episodi també va rebre l'atenció acadèmica i es va utilitzar com a material de conferència, inclòs en un curs sobre ètica informàtica a la Universitat de Kentucky, en una secció que tractava els drets dels robots i els cyborgs. La idea de l'ètica no humana s'havia discutit abans de "La mesura humana" en articles i llibres com ara Animal Liberation: a New Ethics for our Treatment of Animals de Peter Singer el 1977 i On Being Morally Considerable de K. E. Goodpaster el 1978.
A l'assaig "The 'Measure of a Man' and the Ethos of Hospitality: Towards an Ethical Dwelling with Technology" de la revista AI & Society el 2009, Lucas D. Introna va explicar que el tema principal de Data en aquest episodi era que aquesta àrea de l'ètica es tractava exclusivament en termes humans. Per tant, l'argument sobre els seus drets com a individu s'ha d'emmarcar dins d'aquests límits. L'episodi també va ser analitzat en un article del Toledo Law Journal de Paul Joseph i Sharon Carton sobre el sistema legal de la Federació tal com es descriu a Star Trek: La nova generació.
L'episodi va resultar influent, amb la prova establerta a "La mesura humana" que es va revisar quan Data va crear Lal a "Descendència". Picard fa referència directament als esdeveniments d'aquest episodi, ja que sembla que el resultat de "La mesura humana" només s'havia aplicat a Data i no a tots els androides. Fora de la sèrie, el fan de Star Trek Seth MacFarlane va fer referència als esdeveniments de "La mesura humana" en la trama de la pel·lícula de comèdia Ted 2 (2015). En els esdeveniments de la pel·lícula, Samantha Jackson (Amanda Seyfried) ha de defensar els drets de Ted, un osset de peluix sensible, ja que corre el risc de ser considerat una propietat en lloc d'una persona als ulls de la llei.
Bruce Maddox va aparèixer novament a Star Trek: Picard. En aquesta història, continua la seva recerca en cibernètica, construint els androides Dahj i Soji, entre d'altres.

## Recepció

### Emissió
"La mesura humana" es va mostrar per primera vegada el 13 de febrer de 1989, en redifusió. Va ser el novè episodi de la segona temporada i va rebre una puntuació de Nielsen de l'11,3 per cent a la primera emissió. Va ser un dels episodis més ben valorats de la segona temporada, juntament amb l'episodi anterior, "Una qüestió d'honor", que va ser el més alt des que "L'adéu final" es va publicar en redifusió durant la setmana del 14 de febrer de 1988.

### Recepció del repartiment i de la tripulació
El director Robert Scheerer el va qualificar com el seu episodi favorit, i va afegir que era interessant veure a Riker i Picard tractant Data "no com un estimat amic, sinó com algú del qual s'ha de resoldre el valor". Va dir que l'episodi no era típic i "bellament dissenyat", amb "molt a dir sobre l'home, la humanitat, quins són els nostres problemes al món d'avui i esperançats què hi podem fer en el futur". El productor Maurice Hurley va qualificar l'episodi d' "impressionant", dient "Aquest és el tipus d'espectacle que voleu fer", "va funcionar molt bé, tot". També va lloar el paper de Whoopi Goldberg a l'episodi. Michael Piller, que encara no s'havia unit a la tripulació, el va descriure després com un dels seus tres episodis preferits juntament amb "La llum interior i "Descendència", ja que "van tenir impactes emocionals notables. I van explorar genuïnament la condició humana, que aquesta franquícia fa millor que qualsevol altra quan ho fa bé".
Spiner va identificar aquest episodi com el seu episodi preferit de La nova generació.En una entrevista, Stewart va coincidir que aquest és "el primer episodi veritablement fantàstic de la sèrie" i va afegir que va anar al "cor dels fonaments de la filosofia de Star Trek i del que Gene Roddenberry havia estat escrivint de diferents maneres des de mitjans dels anys 60." Va dir que el seu episodi preferit era "La llum interirr". A Twitter l'abril de 2013, Marina Sirtis (Troi) el va nomenar com el seu episodi preferit.

### Recepció crítica
Entertainment Weekly va dir que "És un gospel de Trek ben establert que el primer episodi veritablement fantàstic de Star Trek: La nova generació és 'La mesura humana'". Mark Jones i Lance Parkin, al seu llibre Beyond the Final Frontier: An Unauthorised Review of Star Trek, anomenen "La mesura humnaa" "un episodi contundent i mancat de delicadesa". Van afegir que, tot i que incloure a Riker a la trama va ser un moviment positiu, no es va racionalitzar clarament. Van descriure l'argument al centre de l'episodi com un "debat en globus". La majoria dels crítics van rebre l'episodi de manera més positiva. James Van Hise i Hal Schuster a The Complete Trek: The Next Generation el van descriure com un "episodi emocionant" que demostrava que l' "Enterprise" no havia de posar-se en perill per generar drama. En general, van dir que "La mesura humana" era "pura La nova generació en el seu millor moment". Wendy Rathbone va oferir una ressenya de convidat al mateix llibre, dient que li agradava la credibilitat de la trama i la caracterització de Data. La va comparar amb l'episodi de La sèrie original "Consell de guerra", i el va anomenar "remallador" amb "diàlegs de primer ordre i tensió poderosa". Després del final de la sèrie el 1994, "La mesra humana" va rebre una menció honorífica en una llista dels millors episodis del crític de televisió Mike Antonucci per al San Jose Mercury News.
Zack Handlen va ressenyar l'episodi per The A.V. Club, donant-li una nota de A−. Va elogiar les accions de Picard, però va pensar que Diana Muldaur com a Katherine Pulaski podria haver estat més presentada. No li va agradar el "calçat" de Riker a la trama, i va considerar que la comparació de Guinan amb l'esclavitud no era necessària i que hi havia alguns "arguments suaus" a les escenes de la cort. No obstant això, Handlen va dir que l'episodi presentava "el tipus de filosofia profunda que Trek sempre ha fet el seu pa amb mantega", i que "TNG no ha perdut els seus defectes, però finalment s'ha demostrat definitivament que pot ser genial".
Keith DeCandido va donar a "La mesura humana" una puntuació de nou sobre deu a la seva ressenya per a Tor.com. Va elogiar els actors convidats i va anomenar l'episodi "Simplement una de les millors hores de Trek". Va dir que els procediments a les escenes del tribunal eren un problema, ja que els testimonis no van ser interrogats i Riker no va fer una declaració final.
James Hunt escrivint per a Den of Geek va ressenyar "La mesura humana". Va dir que, tot i que li va sorprendre que els arguments presentats a l'episodi no s'haguessin plantejat abans en la carrera de Data a la Flota, va creure que era "el primer episodi de TNG que no sols arriba al potencial de Star Trek, sinó que s'estén molt, molt més enllà d'ell". El va anomenar "un sòlid aspirant al millor episodi de TNG", va recomanar "Si només mireu un episodi de TNG, podria ser una bona idea que fos aquest."
Space.com va classificar "La mesura humana" com l'episodi número 1 de Star Trek en general dels seus més de set-cents episodis, per davant de "El problema dels tribbles" (número 2), "The Menagerie" (núm. 3), "El bo i millor d'ambdós mons" (número 4) i "In The Pale Moonlight" (núm. 5). IGN el va classificar com el 8è millor episodi de totes les sèries de Star Trek abans de Star Trek: Discovery. The Washington Post també el va classificar com a 8è millor, assenyalant que va fer un ús total de Patrick Stewart com a capità Picard amb un cas judicial espacial sobre Data i la sensibilitat dels androides. Screen Rant va classificar "La mesura humana" com un dels deu millors episodis de tots els Star Trek fins ara. Radio Times va classificar la seqüència de la sala de la cort espacial com la 17a millor seqüència de la franquícia Star Trek, remarcant: "La franquícia està en el seu millor nivell de filosofia, ja que veiem com un Riker de cara trista processa el cas mentre Picard defensa l'autoconsciència de Data". Vox va valorar aquest com un dels 25 episodis essencials de tot Star Trek. L'episodi va ser classificat com el 70è millor dels més de 700 episodis de la franquícia Star Trek per Charlie Jane Anders per a io9. Va dir que el judici va plantejar "preguntes fascinants", però la millor part de l'episodi va ser "la total crueltat de Riker com a fiscal". Forbes el va assenyalar com un dels deu episodis principals de la franquícia que explora les implicacions de la tecnologia avançada.
Nerdist va classificar aquest episodi com el millor episodi de Star Trek: La nova generació, en una llista dels deu capítols principals. Van classificar "La llum interior" en segon lloc i "El bo i millor d'ambdós mons" (parts I i II) com a tercer. Entertainment Weekly va nomenar aquest episodi com el sisè millor de Star Trek: La nova generació. The Digital Fix també va dir que era el sisè millor episodi de la sèrie. Juliette Harrisson el va classificar com el vuitè episodi més innovador de la sèrie. Screen Rant va classificar "La mesura humana" com el desè millor episodi  de Star Trek: La nova generació. The Hollywood Reporter va classificar "The Measure of a Man" entre els vint-i-cinc episodis principals de Star Trek: La nova generació. Den of Geek va classificar aquest episodi com un dels 25 capítols que cal veure Star Trek: La nova generació. Per celebrar el 25è aniversari de la sèrie, la revista Wired va realitzar una enquesta dels seus episodis preferits. Se'n van enumerar diversos, inclòs "La mesura humana". Wired a dir que aquest era un dels millors episodis de Star Trek: La nova generació.
Després del llançament d'una caixa de DVD el 2002, "La mesura humana" va ser anomenat "l'episodi destacat" de la temporada per Mark Rahner per a The Seattle Times a través de la companyia de mitjans Knight Ridder.
Pel que fa al personatge del capità Picard, SciFiPulse.net va classificar aquest episodi com un dels set principals sobre Picard. Space.com va recomanar veure aquest episodi com a fons de Star Trek: Picard. Vulture el va recomanar com un dels millors episodis de Star Trek per veure juntament amb Star Trek: Picard, destacant l'actuació de Brian Brophy com a comandant Maddox, i la defensa de Picard.

## Llançament en mitjans domèstics
El primer llançament de mitjans domèstics de "La mesura humana" va ser en vídeocasset VHS, que va aparèixer el 12 d'octubre de 1994 als Estats Units i Canadà. L'episodi s'ha inclòs a la caixa de DVD de la segona temporada, llançada el 7 de maig de 2002. El llançament més recent va ser com a part de la segona temporada en Blu-ray  el 4 de desembre de 2012. Per al conjunt de Blu-ray de la segona temporada, CBS va decidir incloure una "Versió ampliada" especial. Això va afegir tretze minuts de metratge, prèviament tallat de la versió d'emissió, la majoria dels quals només existien en un casset VHS propietat de Snodgrass. CBS va poder afegir més imatges dels seus arxius. La diferència en el temps d'execució es va atribuir a "petits moments personals" per part de Snodgrass, que va afegir que Riker volia vèncer a Picard tot i que li importava Data. Això es va posar èmfasi en una escena en particular, de la que Snodgrass estava satisfeta que hagués estat restaurada a l'episodi. "La mesura humana" va rebre un llançament cinematogràfic al costat de "Què Q?" durant una nit el 29 de novembre de 2012, per promocionar el llançament del Blu-ray. Aquesta va ser la segona vegada que un parell d'episodis de La nova generació van rebre un llançament cinematogràfic per promoure el llançament d'un conjunt de caixa en Blu-ray de la temporada.